# Myrtle Beach Bowl
Le Myrtle Beach Bowl est un match annuel d'après-saison régulière de football américain de niveau universitaire (Division 1 NCAA Football Bowl Subdivision ou Div. 1 FBS ) dont la première édition a lieu après la saison 2020.
Il se déroule à Conway dans de Caroline du Sud au Brooks Stadium.
Le bowl est propriété de ESPN Events ayant conclu des accords de partenariat avec les conférences USA, Mid-American et Sun Belt. Chaque conférence fournira quatre équipes sur un cycle d'une période de six saisons (2020-2025). 
L'Université de Coastal Carolina accueille l'évènement dans son Brooks Stadium d'une capacité de 20 000 places.

## Histoire
En juin 2018, la NCAA signale que la région du Grand Strand pourrait accueillir un bowl universitaire.
Le 13 novembre 2018, ESPN Events annonce qu'elle va organiser le « Myrtle Beach Bowl » avec des équipes issues des conférences Sun Belt, C-USA et Mid-American, la première édition étant programmée au terme de la saison 2020,,
Propriété de ESPN Events, le bowl a des liens avec la Conference USA, la Mid-American Conference et la Sun Belt Conference. Le contrat avec ESPN Events mentionne que chaque conférence fournira une équipe à quatre reprises lors d'un cycle de six saisons allant de 2020 à 2025
.

## Palmarès
| Date             | Vainqueur                   | Score   | Finaliste                              | Assistance | Conférence       | Résumé |
| ---------------- | --------------------------- | ------- | -------------------------------------- | ---------- | ---------------- | ------ |
| 21 décembre 2020 | Appalachian State (8-3)     | 56 - 28 | North Texas (4-5)                      | 05 000     | Sun Belt - C USA | Note   |
| 20 décembre 2021 | Tulsa (6-6)                 | 30 - 17 | Old Dominion (6-6)                     | 06 557     | AAC - C USA -    | Note   |
| 20 décembre 2022 | Marshall (8-4)              | 28 - 14 | Connecticut (6-6)                      | 12 023     | Sun Belt - Ind.  | Note   |
| 16 décembre 2023 | Bobcats de l'Ohio (9-3)     | 41 - 21 | Eagles de Georgia Southern (6-6)       | 08 059     | MAC - Sun Belt   | Note   |
| 23 décembre 2024 | Roadrunners de l'UTSA (6-6) | 44 - 15 | Chanticleers de Coastal Carolina (6-6) | 08 164     | AAC - Sun Belt   | Note   |

## Meilleurs joueurs du Bowl
| Saison | Joueur          | Équipe            | Poste |
| ------ | --------------- | ----------------- | ----- |
| 2020   | Camerun Peoples | Appalachian State | QB    |
| 2021   | Davis Brin      | Tulsa             | QB    |
| 2022   | Rasheen Ali     | Marshall          | RB    |
| 2023   | Rickey Hunt Jr. | Ohio              | RB    |
| 2024   | Owen McCown     | UTSA              | QB    |

## Statistiques par Conférences
dernière mise à jour le 23 décembre 2024
| Conférence | Gagné | Perdu | %    |
| ---------- | ----- | ----- | ---- |
| Sun Belt   | 2     | 2     | 50,0 |
| AAC        | 2     | 0     | 100  |
| Ind.       | 0     | 1     | 0,0  |
| C-USA      | 0     | 2     | 0,0  |
| MAC        | 1     | 0     | 100  |

## Statistiques par Équipes
dernière mise à jour le 23 décembre 2024
| Rang | Équipes           | Apparitions | G-P   | Saisons   | Saisons   |
| ---- | ----------------- | ----------- | ----- | --------- | --------- |
| Rang | Équipes           | Apparitions | G-P   | Gagnantes | Perdantes |
| 1    | Appalachian State | 1           | 1 - 0 | 2020      | -         |
| 1    | Tulsa             | 1           | 1 - 0 | 2021      | -         |
| 1    | Marshall          | 1           | 1 - 0 | 2022      | -         |
| 1    | Ohio              | 1           | 1 - 0 | 2023      | -         |
| 1    | UTSA              | 1           | 1 - 0 | 2024      | -         |
| 2    | North Texas       | 1           | 0 - 1 | -         | 2020      |
| 2    | Old Domonion      | 1           | 0 - 1 | -         | 2021      |
| 2    | Connecicut        | 1           | 0 - 1 | -         | 2022      |
| 2    | Georgia Southern  | 1           | 0 - 1 | -         | 2023      |
| 2    | Coastal Carolina  | 1           | 0 - 1 | -         | 2024      |

## Liens Externes
Site officiel